# 荷包鱼
荷包魚，又名北方棘蝶魚、藍帶荷包魚，俗名九線刺蓋魚、金蝴蝶、藍帶神仙，為輻鰭魚綱鱸形目鱸亞目蓋刺魚科的其中一個種。

## 分布
本魚分布於日本至中國南海間，包括日本、台灣、香港等水深5至20公尺的海域。

## 特徵
本魚體卵圓形。吻圓鈍。眼間隔圓凸。口小；兩頜齒呈細刷毛狀。前眼眶骨無棘，後緣不游離；前鰓蓋後緣具鋸齒；間鰓蓋骨大，無棘。成魚以黃褐色為底，上有數條亮藍色縱紋，連背鰭及臀鰭上亦為此紋。尾鰭黃色。幼魚全身則為暗褐色，背鰭邊緣和尾鰭為黃色，在眼後方有一新月形黃帶，此黃帶會隨著成長而消失，而身上的藍紋則漸漸出現且花紋越來越複雜。體被小鱗，軀幹部鱗各具一副鱗；側線止於背鰭末端下方。背鰭硬棘13至14枚，軟條18至19枚；臀鰭硬棘3枚，軟條17至18枚；背鰭與臀鰭軟條部後端圓形；腹鰭尖形，第一軟條延長；尾鰭圓形。體長可達25公分。

## 生態
大都獨居出現在岩礁或珊瑚礁區。以海綿、藻類和附著生物為食。

## 經濟利用
為色彩繽紛的觀賞魚，性情溫和。